# Schizoloma griffithianum
Schizoloma griffithianum là một loài dương xỉ trong họ Lindsaeaceae. Loài này được Hook. Fée mô tả khoa học đầu tiên năm 1852.